# Всеволод Глебович
Всеволод Глебович (умер 1207) — князь пронский и коломенский.

## Биография
В 1180 году при поддержке Всеволода Большое Гнездо вместе с братом Владимиром выступил против старших братьев Романа Рязанского и Игоря. Затем вместе с младшим братом Святославом владел Пронским княжеством. В 1186 году Роман в союзе с Игорем и Владимиром осадил Пронск и вынудил город сдаться. Святослав подчинился старшим братьям. Всеволод на 2 года обосновался в Коломне, но затем при владимирской поддержке вернулся в Пронск.

## Семья
Отец: Глеб Ростиславич (ум. 1178) — князь рязанский (1145—1177 с перерывами).
Мать: Евфросинья Ростиславна (ум. 1179) — дочь Ростислава Юрьевича.
Братья и сёстры:
- Андрей? (ум. до 1186) — упомянут единственный раз перед Романом Глебовичем в летописном известии 1184 года, хотя Роман был рязанским князем с 1178 до 1207 года.
- Роман (ум. 1216) — Великий князь рязанский (1180—1207).
- Игорь (ум. 1195) — удельный рязанский князь.
- Феодосья — замужем за Мстиславом Храбрым[1]
- Владимир (ум. после 1186) — князь пронский (1180—до 1186).
- Святослав (ум. после 1207) — удельный пронский князь.
- Ярослав (ум. после 1199) — рязанский князь.

Дети:
- Михаил (ум. 1217) — пронский князь (1207—1217 с перерывами).